# Selección de fútbol sub-20 de Haití
La Selección de fútbol sub-20 de Haití es el equipo que representa al país en el Mundial Sub-20 y en el Campeonato Sub-20 de la Concacaf; y es controlada por la Federación Haitiana de Fútbol.

## Participaciones

### Mundial Sub-20
| Año                         | Ronda        | J            | G            | E            | P            | GF           | GC           |
| --------------------------- | ------------ | ------------ | ------------ | ------------ | ------------ | ------------ | ------------ |
| Túnez 1977                  | No clasificó | No clasificó | No clasificó | No clasificó | No clasificó | No clasificó | No clasificó |
| Japón 1979                  | No clasificó | No clasificó | No clasificó | No clasificó | No clasificó | No clasificó | No clasificó |
| Australia 1981              | No clasificó | No clasificó | No clasificó | No clasificó | No clasificó | No clasificó | No clasificó |
| México 1983                 | No clasificó | No clasificó | No clasificó | No clasificó | No clasificó | No clasificó | No clasificó |
| Unión Soviética 1985        | No clasificó | No clasificó | No clasificó | No clasificó | No clasificó | No clasificó | No clasificó |
| Chile 1987                  | No clasificó | No clasificó | No clasificó | No clasificó | No clasificó | No clasificó | No clasificó |
| Arabia Saudita 1989         | No clasificó | No clasificó | No clasificó | No clasificó | No clasificó | No clasificó | No clasificó |
| Portugal 1991               | No clasificó | No clasificó | No clasificó | No clasificó | No clasificó | No clasificó | No clasificó |
| Australia 1993              | No clasificó | No clasificó | No clasificó | No clasificó | No clasificó | No clasificó | No clasificó |
| Catar 1995                  | No clasificó | No clasificó | No clasificó | No clasificó | No clasificó | No clasificó | No clasificó |
| Malasia 1997                | No clasificó | No clasificó | No clasificó | No clasificó | No clasificó | No clasificó | No clasificó |
| Nigeria 1999                | No clasificó | No clasificó | No clasificó | No clasificó | No clasificó | No clasificó | No clasificó |
| Argentina 2001              | No clasificó | No clasificó | No clasificó | No clasificó | No clasificó | No clasificó | No clasificó |
| Emiratos Árabes Unidos 2003 | No clasificó | No clasificó | No clasificó | No clasificó | No clasificó | No clasificó | No clasificó |
| Holanda 2005                | No clasificó | No clasificó | No clasificó | No clasificó | No clasificó | No clasificó | No clasificó |
| Canadá 2007                 | No clasificó | No clasificó | No clasificó | No clasificó | No clasificó | No clasificó | No clasificó |
| Egipto 2009                 | No clasificó | No clasificó | No clasificó | No clasificó | No clasificó | No clasificó | No clasificó |
| Colombia 2011               | No clasificó | No clasificó | No clasificó | No clasificó | No clasificó | No clasificó | No clasificó |
| Turquía 2013                | No clasificó | No clasificó | No clasificó | No clasificó | No clasificó | No clasificó | No clasificó |
| Nueva Zelanda 2015          | No clasificó | No clasificó | No clasificó | No clasificó | No clasificó | No clasificó | No clasificó |
| Corea del Sur 2017          | No clasificó | No clasificó | No clasificó | No clasificó | No clasificó | No clasificó | No clasificó |
| Polonia 2019                | No clasificó | No clasificó | No clasificó | No clasificó | No clasificó | No clasificó | No clasificó |
| Argentina 2023              | No clasificó | No clasificó | No clasificó | No clasificó | No clasificó | No clasificó | No clasificó |
| Chile 2025                  | No clasificó | No clasificó | No clasificó | No clasificó | No clasificó | No clasificó | No clasificó |
| Total                       | 0/24         | 0            | 0            | 0            | 0            | 0            | 0            |

### Campeonato Sub-20
| Año                                | Ronda          | J            | G            | E            | P            | GF           | GC           |              |
| ---------------------------------- | -------------- | ------------ | ------------ | ------------ | ------------ | ------------ | ------------ | ------------ |
| Panamá 1962                        | Fase de grupos | 3            | 0            | 1            | 2            | 2            | 14           |              |
| Guatemala 1964                     | No participó   | No participó | No participó | No participó | No participó | No participó | No participó | No participó |
| Cuba 1970                          | No participó   | No participó | No participó | No participó | No participó | No participó | No participó | No participó |
| México 1973                        | No participó   | No participó | No participó | No participó | No participó | No participó | No participó | No participó |
| Canadá 1974                        | No participó   | No participó | No participó | No participó | No participó | No participó | No participó | No participó |
| Puerto Rico 1976                   | No participó   | No participó | No participó | No participó | No participó | No participó | No participó | No participó |
| Honduras 1978                      | Fase de grupos | 2            | 1            | 0            | 1            | 2            | 2            |              |
| Estados Unidos 1980                | No participó   | No participó | No participó | No participó | No participó | No participó | No participó | No participó |
| Guatemala 1982                     | No participó   | No participó | No participó | No participó | No participó | No participó | No participó | No participó |
| Trinidad y Tobago 1984             | Fase de grupos | 3            | 1            | 0            | 2            | 7            | 5            |              |
| Trinidad y Tobago 1986             | No participó   | No participó | No participó | No participó | No participó | No participó | No participó | No participó |
| Guatemala 1988                     | No participó   | No participó | No participó | No participó | No participó | No participó | No participó | No participó |
| Guatemala 1990                     | No participó   | No participó | No participó | No participó | No participó | No participó | No participó | No participó |
| Canadá 1992                        | No clasificó   | No clasificó | No clasificó | No clasificó | No clasificó | No clasificó | No clasificó | No clasificó |
| Honduras 1994                      | No participó   | No participó | No participó | No participó | No participó | No participó | No participó | No participó |
| México 1996                        | No participó   | No participó | No participó | No participó | No participó | No participó | No participó | No participó |
| Guatemala y Trinidad y Tobago 1998 | No participó   | No participó | No participó | No participó | No participó | No participó | No participó | No participó |
| Canadá y Trinidad y Tobago 2001    | No clasificó   | No clasificó | No clasificó | No clasificó | No clasificó | No clasificó | No clasificó | No clasificó |
| Panamá y Estados Unidos 2003       | Fase de grupos | 3            | 1            | 1            | 1            | 2            | 3            |              |
| Estados Unidos y Honduras 2005     | No clasificó   | No clasificó | No clasificó | No clasificó | No clasificó | No clasificó | No clasificó | No clasificó |
| México y Panamá 2007               | Fase de grupos | 3            | 1            | 0            | 2            | 5            | 7            |              |
| Trinidad y Tobago 2009             | No clasificó   | No clasificó | No clasificó | No clasificó | No clasificó | No clasificó | No clasificó | No clasificó |
| Guatemala 2011                     | No participó   | No participó | No participó | No participó | No participó | No participó | No participó | No participó |
| México 2013                        | Fase de grupos | 2            | 0            | 0            | 2            | 1            | 3            |              |
| Jamaica 2015                       | Fase de grupos | 5            | 0            | 3            | 2            | 7            | 10           |              |
| Costa Rica 2017                    | Fase de grupos | 3            | 1            | 0            | 2            | 7            | 8            |              |
| Estados Unidos 2018                | Fase de grupos | 4            | 3            | 0            | 1            | 9            | 1            |              |
| Total                              | 9/27           | 28           | 8            | 5            | 15           | 42           | 53           |              |

### Juegos de la Francofonía
| Juegos de la Francofonía | Juegos de la Francofonía | Juegos de la Francofonía | Juegos de la Francofonía | Juegos de la Francofonía | Juegos de la Francofonía | Juegos de la Francofonía | Juegos de la Francofonía | Juegos de la Francofonía | Juegos de la Francofonía |
| Año                      | Ronda                    | J                        | G                        | E                        | P                        | GF                       | GC                       |                          |                          |
| ------------------------ | ------------------------ | ------------------------ | ------------------------ | ------------------------ | ------------------------ | ------------------------ | ------------------------ | ------------------------ | ------------------------ |
| de 1989 a 1997           | No participó             | No participó             | No participó             | No participó             | No participó             | No participó             | No participó             | No participó             |                          |
| 2001                     | Fase de grupos           | 3                        | 0                        | 0                        | 3                        | 5                        | 8                        |                          |                          |
| 2005                     | Fase de grupos           | 3                        | 0                        | 0                        | 3                        | 2                        | 8                        |                          |                          |
| 2009                     | No participó             | No participó             | No participó             | No participó             | No participó             | No participó             | No participó             | No participó             |                          |
| 2013                     | Fase de grupos           | 3                        | 1                        | 0                        | 2                        | 2                        | 6                        |                          |                          |
| 2017                     | Fase de grupos           | 3                        | 0                        | 1                        | 2                        | 2                        | 4                        |                          |                          |
| Total                    | 4 apariciones            | 12                       | 1                        | 1                        | 10                       | 11                       | 26                       |                          |                          |